# Gary Stevens (labdarúgó, 1962)
Gary Andrew Stevens (Hillingdon, 1962. március 30. –) angol válogatott labdarúgó, edző. A válogatottal részt vett az 1986-os mexikói világbajnokságon.

## Pályafutása

### Klubcsapatban
Stevens 1977-ben nyert felvételt a Brighton akadémiájára. Első mérkőzését 1979. szeptember 15-én játszotta. Első szezonjában 26 találkozón lépett pályára. 1983-ban, miután a csapat kiesett a másodosztályba, az FA-kupa döntőjében szerepeltek, a mérkőzést 4-0-ra elveszítették. 1983-ban, 350.000 font ellenében csatlakozott a Tottenham-hez. Már az első idényben meghatározó játékos vált belőle, 40 mérkőzésen kapott lehetőséget, melyeken négy gólt szerzett. 1987-ben ismét az FA-kupa döntőjében lépett pályára, azonban ezt is elveszítette. 1990-ben a Portsmouth csapatához igazolt, azonban a sorozatos sérülések miatt 1992-ben kénytelen volt visszavonulni a labdarúgástól.

### A válogatottban
Hét alkalommal lépett pályára az angol válogatottban. Az 1986-os mexikói világbajnokság keretébe is bekerült, a tornán kétszer kapott lehetőséget. Érdekesség, hogy a keretbe Gary Stevens is bekerült - Gary Andrew Stevens ezt később azzal magyarázta, hogy Sir Bobby Robson a biztonság kedvéért hívta be mindkettőjüket.

### Visszavonulása után
Miután visszavonult a labdarúgástól, Stevens a Sky Sports-nál kapott állást. Ezzel egy időben a Petersfield Town edzője lett, azonban hat hónap után lemondott. A 2010-11-es szezon elején kinevezték a Qəbələ PFK másodedzőjének, itt egészen 2012 áprilisáig dolgozott. 2013 januárjában a Sligo Rovers stábjába került. Miután 2014-ben elhagyta a klubot, egy szezon erejéig az Army United FC, majd a Port FC edzője lett. 2015 óta nincs csapata. Jelenleg a malajziai Astro SuperSport szakértője korábbi csapattársával, Steve McMahonnal együtt.